# 服部敬雄
服部 敬雄（はっとり よしお、1899年（明治32年）12月10日 - 1991年（平成3年）3月14日）は日本の実業家。山形県山形市出身。
地元・山形県のマスメディアを中心に山形県において強大な権力を握り、県政財界にも絶大な影響力を誇るなど絶対権力者として君臨し、「服部天皇」「山形の首領（ドン）」「山形のヒトラー」の異名をとった。その権力を示す功罪双方のエピソードが残っている他、その死から四半世紀以上が経つ現在でも山形県内のマスコミでは事実上のタブーとなっている。

## 生涯
父は山形新聞社長の服部敬吉（旧新発田藩士湯浅保之進の子で、現在の新潟県新発田市出身。山形人の服部茂の養子となる。1872年2月〜1952年12月1日）。山形県立新庄中学校を経て早稲田大学政経学部経済科卒業後、同大学大学院へ進学する。在学中は早稲田大学新聞発刊に関わっている。卒業後、朝日新聞社記者を経て、1928年（昭和3年）に父が社長を務める山形新聞の専務取締役として迎えられる。山形新聞は戦時下、県内の中小他紙を吸収合併し県内随一の報道機関に成長する。また、父敬吉と戦時下に進められた県内交通会社の合併の裁定をし、山形交通と庄内交通2社にまとめる。これを契機に山形交通に強い影響力を持つ。終戦後、公職追放や労働争議により、服部父子は一時社を追われたが、すぐに復帰し、徹底した組合潰しを断行する。
山形新聞社、山形放送（YBC）、山形テレビ（YTS）、山形交通（現・山交バス）などグループ企業の社長・会長を歴任。メディアを中心に強大な権力を持ち、山形県政財界に多大な影響を及ぼした。その影響力の強さから、地元では当時の山形県知事板垣清一郎・当時の山形市長金澤忠雄とあわせ、「服部天皇(または服部知事)・板垣総務部長・金沢庶務課長」と呼ばれ、グループは“服部コンツェルン”と呼ばれていた。
放送作家の相澤嘉久治は服部に批判的な立場から、様々な書物を通じ、メディアの集中排除を訴えた。
戒名は天隆院祖親敬雄大居士。墓所は山形の法祥寺。
服部の没後四半世紀以上経った2023年（令和5年）現在でも、服部に関する報道などは服部が社長を勤めていた山形新聞や山形放送（YBC）はもちろんのこと、山形テレビ（YTS）、テレビユー山形（TUY）、エフエム山形、NHK山形放送局、服部の没後の1997年（平成9年）に開局したさくらんぼテレビ（SAY）と言った県内の同業他局でも取り上げられることは皆無であり、服部に関する話題は山形県のマスコミ界では事実上のタブーと化している。

## 服部の「罪」としての逸話
県全域に絶対的権力を振るった人物が歴史上少ない山形県に於いて、数少ない絶対権力者として君臨したことから、没後四半世紀以上経とうとする今日でも、下記のような服部の「罪」としての権力を象徴する様々なエピソードが語られている。
- 『朝日ジャーナル』（1992年（平成4年）廃刊）で、1985年（昭和60年）に「山形の首領（ドン）」として、服部のことで特集が組まれたことがある。その後「続・山形の首領」「続々山形の首領」として掲載された（当時の編集長は筑紫哲也）。その掲載の度に、山形県内で『朝日ジャーナル』が発売日から売り切れる事態が続出。当初はその反響の大きさとも思われたが、服部サイドによる買い占めも相当行われていた。
- 「山形花笠まつり」は服部の発案で始まった祭りである。かつては初代山形藩主・最上義光を祭る「義光祭（ぎこうさい）」が開かれていたが、これに代えたものである。祭り期間中ゲストとして歌手が呼ばれ、山車行列をするが、服部が陣取る貴賓席の前に来ると、ゲストは山車から降りて服部に頭を下げて挨拶することが恒例であった。今日でも、同まつりを「服部まつり」や「山新まつり」と揶揄する者もいる。
- 祭りのエピソードに見るように、最上義光に批判的で、『山形新聞』や、当時編纂の進んでいた『山形市史』『山形県史』にもその意向が反映されたという。1989年（平成元年）、大河ドラマ『独眼竜政宗』に便乗して最上義光記念館（現：歴史館）を開館させたが、服部の生前は史料提供などを断られることが多かったという。
- 山形市の中心部に、山形新聞グループが経営していた山形グランドホテルがある[注釈 2]。同ホテルで開催されたイベントは、小規模なイベントであっても山形新聞グループのマスコミ各社が取材に訪れていた。逆に山形グランドホテルで発生した食中毒事件は、NHKを除いて山形県内で一切報道されることはなかった。
- 山形グランドホテルのライバルとされているホテルキャッスル（プレミアホテルグループに身売りの後、建物の老朽化の為2023年（令和5年）末に閉館）は、1981年（昭和56年）の開業時に山形新聞、山形放送（YBC）に広告を拒否されて以来、1989年（平成元年）のテレビユー山形（TUY）開局まで山形県内でマスコミを通じての広告を出すことができず、また大きなイベントがあっても山形新聞グループが取材に来ることはほとんどなかったため、「ホテルキャッスル」という言葉がNHKと全国紙以外の山形の報道機関で生前報じられることは全くなかった[注釈 3]。なお、ホテルキャッスルは、山形空港開港時に服部が直接懇請し、東京-山形線を就航させた（後述）全日本空輸と提携しているが、ライバル航空会社であった当時の日本エアシステム山形支店は、山形新聞グループの山形グランドホテルの一角に間借りするというねじれがあった。
- 山形商工会館がホテルキャッスルの向かい側に移転し、観光物産館も開設するという計画が持ち上がったが、服部の猛反対で計画は中止せざるを得なくなった。移転予定用地は地元銀行の手に渡り、長年駐車場として運用されてきたが、2007年（平成19年）、高層マンションが竣工した。
- 1979年（昭和54年）11月、東洋大学から社会学博士号を授与される。服部はこれを非常に喜び、同大に多額の寄付金を出した。また、元日の山形新聞に掲載される社主年頭挨拶の肩書きにも「社会学博士」と明記された。
- 戦後一時期、労働争議により追放された経験からか、極めて労働運動への警戒感が強く、配下の企業では組合の存在が認められない（当然のことながらこれは不当労働行為）ところが多かった。社員への訓辞では「アカは嫌いだ。組合運動をするなら会社を辞めろ」が口癖だったという。その影響で山交バスの労働組合は、民営バスの労働組合のほとんどが加盟する旧総評系の私鉄総連ではなく、旧同盟系の交通労連に加盟しており、「有価証券報告書」にも「ストライキはありません」と記載されている。
- 山形テレビ（YTS）は当初はNETテレビ（現・テレビ朝日）系列での開局を予定しており[注釈 4]、朝日新聞系や毎日新聞系の株主が多かった。しかし、開局直前に株式を巡る株主間のトラブルが発生したため、服部が調停に入りYTSは山形新聞グループに組み込まれたほか、系列も服部と鹿内信隆フジテレビ会長（当時）の個人的な関係からフジテレビ系列に変更された。
- 1975年（昭和50年）4月からフジテレビ系列主体でテレビ朝日系列とのクロスネット局に移行していた山形テレビ（YTS）での朝日新聞社の影響力が増大してテレビ朝日系列のフルネット局にネットチェンジされる事態を恐れた服部は、山形新聞の直系で日本テレビ系列の単独ネットだった山形放送（YBC）を1980年（昭和55年）4月から日本テレビ系列とテレビ朝日系列のクロスネット局に移行させて、YBCのクロスネットの関係で放送出来なくなった日本テレビ系列の一部番組をフジテレビ系列の単独ネットに移行したYTSに移行した。
- エフエム山形の開局に当たっては、服部はFM山形を当時フジテレビ系列の山形テレビ（YTS）の子会社にした上でFM山形の本社をYTS本社（山形市城西町）に併設させようと画策していた。しかし、マスメディア集中排除原則を理由にFM山形本社はYTS本社から離れた山形市松山に設置されることになったため、服部はFM山形の開局には一時的に反対に転じた[注釈 5]。
- テレビユー山形（TUY、TBS系列）の開局に当たっては、服部は山形新聞に経営の主導権を握らせようと山形市周辺の政財界と協力してダミーの免許申請を行い、「山形県第三民放テレビ局庄内誘致推進協議会」を組織した庄内地方の政財界と対峙した。しかし、マスメディア集中排除原則を理由にTUYの本社を酒田市に設置するなどTBSは庄内地方の政財界を支持したため、服部はTUYの開局には一時的に反対に転じた[注釈 6]。
- 平成新局となったテレビユー山形（TUY、TBS系列）とエフエム山形の開局には前述の理由から当初は反対していたことから[注釈 7][注釈 6][注釈 5]、対抗策として、当時フジテレビ系列の山形テレビ（YTS）にてバブル期に映画出資や金貨発行、バイオ科学研究所を設立したが失敗し、バブル崩壊も重なり経営難に喘いだ。YTSはフジテレビに経営再建を要請したが、フジテレビはフジサンケイ系の株の増資と恒久的なネットワーク協定を求めた[11]。服部の死後、YTSは開局当時に加盟を希望していたテレビ朝日系列に経営救済面を含め1993年（平成5年）4月にネットチェンジをしたが、当時は人気番組が多かったフジテレビ系列から当時はNETテレビ時代からの視聴率不振が常態化していたテレビ朝日系列へのネットチェンジには山形県民からの猛反発を買い、大いなる「罪」となってしまった[注釈 8]。ちなみにYTSのネットチェンジと同時に、日本テレビ系列とテレビ朝日系列のクロスネット局だった山形放送（YBC）も日本テレビ系列のフルネット局に移行している。山形県のネット局を失ったフジテレビは急遽新局の開局に動き、東北地方のフジテレビ系列局（岩手めんこいテレビ、仙台放送、秋田テレビ、福島テレビ、新潟総合テレビ（現・NST新潟総合テレビ））の後押しや山形県内の署名活動もあり、さくらんぼテレビ（SAY）が1997年（平成9年）4月に開局している[注釈 9]。
- 服部の死去の前後の頃、グループ企業と自己の権威を保持するためにそれらを阻止し続けていた全国チェーンの大手コンビニや日本マクドナルドがようやく進出した。マクドナルドは1990年（平成2年）12月に県内1号店の山形やよい町店が開業したが、これは同年5月の旧ソビエト連邦（現・ロシア連邦）の首都、モスクワへの出店よりもさらに後となり、日本国内の最大のライバルであるモスバーガーが1980年（昭和55年）3月に県内1号店の山形七日町店を開業してから10年後のことであった。

## 服部の「功」としての逸話
前述、服部の「罪」としての逸話の項目にも綴られている通り、様々な「罪」に焦点の当たることの多い服部ではあったが、以下の点においては服部の「功」の面で県民生活の便益向上に繋がったとされている。
- 庄内平野は海運によって昔から全国とのネットワークが確立されていた。しかし、県の政治経済の中心部である山形市を有する山形盆地は、周囲が山に囲まれているため、周辺の県をはじめ全国との交通ネットワークの発達が遅れていた（山形盆地から越県するには峠を越えるか最上川の水運しかない）。将来的にこれは県政発展の阻害要因になりかねないと危惧されはじめた。そこで、航空運輸でこの問題を解決しようと、旧帝国海軍舞鶴鎮守府神山練習飛行場として発足し、戦後は米軍や自衛隊などが利用していた飛行場を民間空港として開設することを考えた。そこで、当時の安孫子藤吉知事と服部の主導により、官民合同による「山形空港設置促進期成同盟会」を結成し、開港運動を進めた。そして1964年（昭和39年）、「神町空港」として開港した（「山形空港」への名称変更は翌年）。しかし、開設はしたものの採算ベースになかなか乗らないとして、民間機就航は難航した。服部は旧知の間柄であった全日本空輸の美土路昌一社長とそれを引き継いだ岡崎嘉平太社長に対して、直接懇請をした。結果として、開港から1ヶ月後、山形 - 東京間の全日空路線が就航したとされている。
- 戦後の高度経済成長の時代を経て、県民生活においても量的、質的拡大は図られたものの、その一方、山形県下における医療問題や、医師不足は深刻な状況となった。そこで、1968年（昭和43年）、当時の一県一医大構想を背景として、県に山形大学医学部設立準備委員会が設置された。1969年（昭和44年）には、県・県議会、市町村・同議会など行政体を中心とする「山形大学医学部設置促進期成同盟会」を結成し、文部省、厚生省に対し活発な陳情運動を行った。この際、服部が旧知の仲であった田中角栄自民党幹事長に直接懇請をしたとされている[12]。
なお、服部を含め多方面から設置に尽力を重ね、山形大学医学部は1971年（昭和46年）6月、評議会において設置推進が決定。翌年の山形大学医学部創設準備室設置を経て、1973年（昭和48年）に国立学校設置法の一部を改正する法律の公布、施行により、山形大学医学部が設置された。近似の事例は同年設立の浜松医科大でもある。

## 係累
服部には正妻との間に子がなく、養女の夫の服部利康（旧姓・中川）を後継者として帝王学を授けるも、利康が服部の不興を買い、放逐され養子縁組解消となってしまった。その後、1991年（平成3年）に服部が死去した際、喪主を務めた服部恒男（旧姓・大久保）は、実のところ庶子であるということは、関係者公然の秘密であった（庶子はさらに、もう一人いた）。
服部利康は1935年（昭和10年）生。中央大学法学部卒業。山形新聞社取締役、山形放送社長を歴任したが、服部の不興を買い、1987年（昭和62年）に養子縁組を解消された。
服部恒男は1945年（昭和20年）生。早稲田大学商学部卒業。山形テレビ常務、山形放送副社長、山形新聞社常務を経て同社社主を務めていたが、2006年（平成18年）、61歳で病死している。

## 旧服部邸「洗心庵」
山形市緑町に所在する旧服部邸には洗心苑と呼ばれる2,000平米に及ぶ日本庭園がある。赤坂離宮和風館庭園などの作庭をした庭師岩城亘太郎が作庭した。岩城は「東北一の庭園」と評した。服部の死後、遺族が管理しきれずに山形県に寄贈したが放置されていた。しかし、このたび庭園部分は再整備をはかり邸宅は取り壊した上で多目的施設を建設。2013年（平成25年）7月16日から一般開放された。庭や和室は午前9時から午後9時まで無料で入場可能だが、多目的ホールの利用の際には有料で予約が必要である。

## 主な著書
- 『情報化社会と新聞放送』 時事通信社、1970年。
- 『変革の新時代に直言』 時事通信社、1978年。
- 『報道の自由と責任』 潮出版社、1980年。
- 『現代日本地方新聞論 多層性とその機能』 講談社、1980年。
- 『言論六十年の軌跡』 山形中央図書館、1987年。

## 追悼録
- 服部敬雄追悼録刊行委員会編 『追悼服部敬雄』 服部敬雄追悼録刊行委員会、1992年。